# Asura coccinocosma
Asura coccinocosma är en fjärilsart som beskrevs av Turner 1940. Asura coccinocosma ingår i släktet Asura och familjen björnspinnare. Inga underarter finns listade i Catalogue of Life.